# Lijst van voetbalinterlands Tsjechië - Zwitserland
Deze lijst van voetbalinterlands is een overzicht van alle officiële voetbalwedstrijden tussen de nationale teams van Tsjechië en Zwitserland. De landen speelden tot op heden zes keer tegen elkaar. De eerste ontmoeting, een vriendschappelijke wedstrijd, werd gespeeld in Zürich op 20 april 1994. Het laatste duel, een groepswedstrijd tijdens de UEFA Nations League 2022/23, vond plaats op 27 september 2022 in Sankt Gallen.

## Wedstrijden
| № | Plaats       | Datum             | Competitie                  | Wedstrijd              | Uitslag |
| - | ------------ | ----------------- | --------------------------- | ---------------------- | ------- |
| 1 | Zürich       | 20 april 1994     | Vriendschappelijk           | Zwitserland − Tsjechië | 3 − 0   |
| 2 | Bazel        | 1 juni 1996       | Vriendschappelijk           | Zwitserland − Tsjechië | 1 − 2   |
| 3 | Drnovice     | 18 augustus 1999  | Vriendschappelijk           | Tsjechië − Zwitserland | 3 − 0   |
| 4 | Bazel        | 7 juni 2008       | EK 2008                     | Zwitserland − Tsjechië | 0 − 1   |
| 5 | Praag        | 2 juni 2022       | UEFA Nations League 2022/23 | Tsjechië − Zwitserland | 2 − 1   |
| 6 | Sankt Gallen | 27 september 2022 | UEFA Nations League 2022/23 | Zwitserland − Tsjechië | 2 − 1   |

## Samenvatting
| Competitie          | Totaal gespeeld | Winst Tsjechië | Gelijk | Winst Zwitserland | Doelsaldo Tsjechië – Zwitserland |
| ------------------- | --------------- | -------------- | ------ | ----------------- | -------------------------------- |
| EK-eindronde        | 1               | 1              | 0      | 0                 | 1 − 0                            |
| UEFA Nations League | 2               | 1              | 0      | 1                 | 3 − 3                            |
| Vriendschappelijk   | 3               | 2              | 0      | 1                 | 5 − 4                            |
| Totaal              | 6               | 4              | 0      | 2                 | 9 − 7                            |

## Details

### Eerste ontmoeting
| Vriendschappelijk (Zürich, Zwitserland, 20 april 1994):                               |       |          |
| Zwitserland                                                                           | 3 – 0 | Tsjechië |
| Stéphane Chapuisat 12' Georges Brégy 28' (pen.) Stéphane Chapuisat 37'                | goals |          |
| - Debuut van Petr Kouba (Sparta Praag) en Luboš Kubík (1. FC Nürnberg) voor Tsjechië. |       |          |

### Tweede ontmoeting
| Vriendschappelijk (Bazel, Zwitserland, 1 juni 1996): |       |                               |
| Zwitserland                                          | 1 – 2 | Tsjechië                      |
| Marco Grassi 34'                                     | goals | 23' Pavel Kuka 84' Pavel Kuka |

### Derde ontmoeting
| Vriendschappelijk (Drnovice, Tsjechië, 18 augustus 1999):  |       |             |
| Tsjechië                                                   | 3 – 0 | Zwitserland |
| Jan Koller 48' Stefan Wolf 57' (e.d.) Miroslav Baranek 88' | goals |             |
| - Debuut van Roman Týce (TSV 1860 München) voor Tsjechië.  |       |             |

### Vierde ontmoeting
| EK 2008 (Bazel, Zwitserland, 7 juni 2008): |              | |
| Zwitserland | 0 – 1        | Tsjechië |
| | goals        | 71' Václav Svěrkoš |
| Jakob Kuhn | bondscoach   | Karel Brückner |
| Diego Benaglio Stephan Lichtsteiner 75' Patrick Müller Philippe Senderos Ludovic Magnin Tranquillo Barnetta Gökhan Inler Gelson Fernandes Valon Behrami 84' Alexander Frei 46' Marco Streller | opstellingen | Petr Čech Zdeněk Grygera Tomáš Ujfaluši David Rozehnal Marek Jankulovski Jaroslav Plašil Jan Polák 87' David Jarolím Tomáš Galásek 83' Libor Sionko 56' Jan Koller |
| Hakan Yakın 46' Johan Vonlanthen 75' Eren Derdiyok 84' | wissels      | 56' Václav Svěrkoš 83' Stanislav Vlček 87' Radoslav Kováč |
| Ludovic Magnin 59' Johan Vonlanthen 76' Tranquillo Barnetta 90+3' | gele kaarten | |